# Fortuna Tessera
Pour les articles homonymes, voir Fortuna.
Fortuna Tessera est une vaste région de reliefs plissés et complexes située sur la planète Vénus par 69,9° N et 45,1° E à l'est et au nord-est du massif de Maxwell Montes. S'étendant sur plus de 2 800 km et bordée au sud par Bereghinya Planitia, à l'est par Audra Planitia et au nord par Snegurochka Planitia, elle forme l'extension orientale d'Ishtar Terra, dont elle constitue plus de la moitié de la superficie.

## Géographie
La géographie de Fortuna Tessera s'organise en trois régions d'altitudes assez élevées — jusqu'à plus de 5 000 m — séparées par des dépressions irrégulières et relativement chaotiques où l'altitude peut localement tomber en dessous du rayon moyen de Vénus. La plus vaste et la plus élevée de ces unités se situe à l'ouest de la région, aux pieds du massif de Maxwell Montes, avec une orientation clairement nord-sud qui trahit une dynamique de compression dans la direction est-ouest. Plus à l'est, l'altitude décroît progressivement, puis plus brutalement au niveau d'un ensemble de dépressions, dont certaines en forme de vallées telles que Hina Chasma, Morana Chasma, Varz Chasma ou encore Lasdona Chasma. Encore plus à l'ouest, l'altitude augmente à nouveau mais en deux unités distinctes, une au nord et une au sud, séparées par une zone de terrains plus bas dans le prolongement de la pointe occidentale d'Audra Planitia, qui semble couper la région en deux. Le fragment sud-est, appelé Laima Tessera, semble le moins intégré à la région.

## Géologie
La nature et l'origine de ce type de formations ne sont pas encore très bien comprises. Les tesserae constituent une unité géomorphologique typique de Vénus, caractérisée par des plis et des sillons entrecroisés qui donnent à ces terrains une apparence carrelée, ou « en tuiles, » d'où leur nom. Il s'agit généralement de régions d'altitude moyenne, Fortuna étant à cet égard une exception puisque son altitude décroît d'ouest en est de 6 000 à 3 000 m environ. On pense qu'elles résultent de la compression de surfaces anciennes, entre 1,0 et 0,5 Ga, effaçant toute topographie antérieure. Fortuna Tessera a ainsi donné son nom à l'époque géologique — le Fortunien — correspondant aux formations topographiques les plus anciennes de Vénus,; toutes les structures de plus d'un milliard d'années environ — correspondant au Préfortunien — auraient aujourd'hui disparu.
Fortuna Tessera résulterait d'une dynamique de compression à grande échelle autour du haut plateau de Lakshmi Planum, à l'origine du massif de Maxwell Montes, point culminant de Vénus. L'étendue et la complexité de cette région suggère qu'il puisse s'agir d'une accumulation hétéroclite de tesserae initialement dispersées à l'est de Lakshmi Planum — à l'image de Dēkla Tessera, au sud d'Audra Planitia, ou encore de Meskhent Tessera, à l'ouest de Tethus Regio — et qui seraient entrées en collision les unes avec les autres aux pieds du massif de Maxwell Montes au cours de la formation de ce dernier — Laima Tessera serait ainsi l'une des dernières à avoir rejoint l'ensemble — ce qui expliquerait la variété morphologique des terrains de Fortuna. Lakshmi est en fait entouré de tesserae qui entourent elles-mêmes les chaînes de montagnes qui ceinturent le plateau, mais l'ampleur et l'étendue de ces reliefs est considérablement supérieure à l'est qu'à l'ouest.